# Suze-la-Rousse
Suze-la-Rousse – miejscowość i gmina we Francji, w regionie Owernia-Rodan-Alpy, w departamencie Drôme.
Według danych na rok 1990 gminę zamieszkiwały 1422 osoby, a gęstość zaludnienia wynosiła 46 osób/km² (wśród 2880 gmin regionu Rodan-Alpy Suze-la-Rousse plasuje się na 593. miejscu pod względem liczby ludności, natomiast pod względem powierzchni na miejscu 205.).

## Współpraca
Miejscowość partnerska:
- Gouvy, Belgia

## Galeria

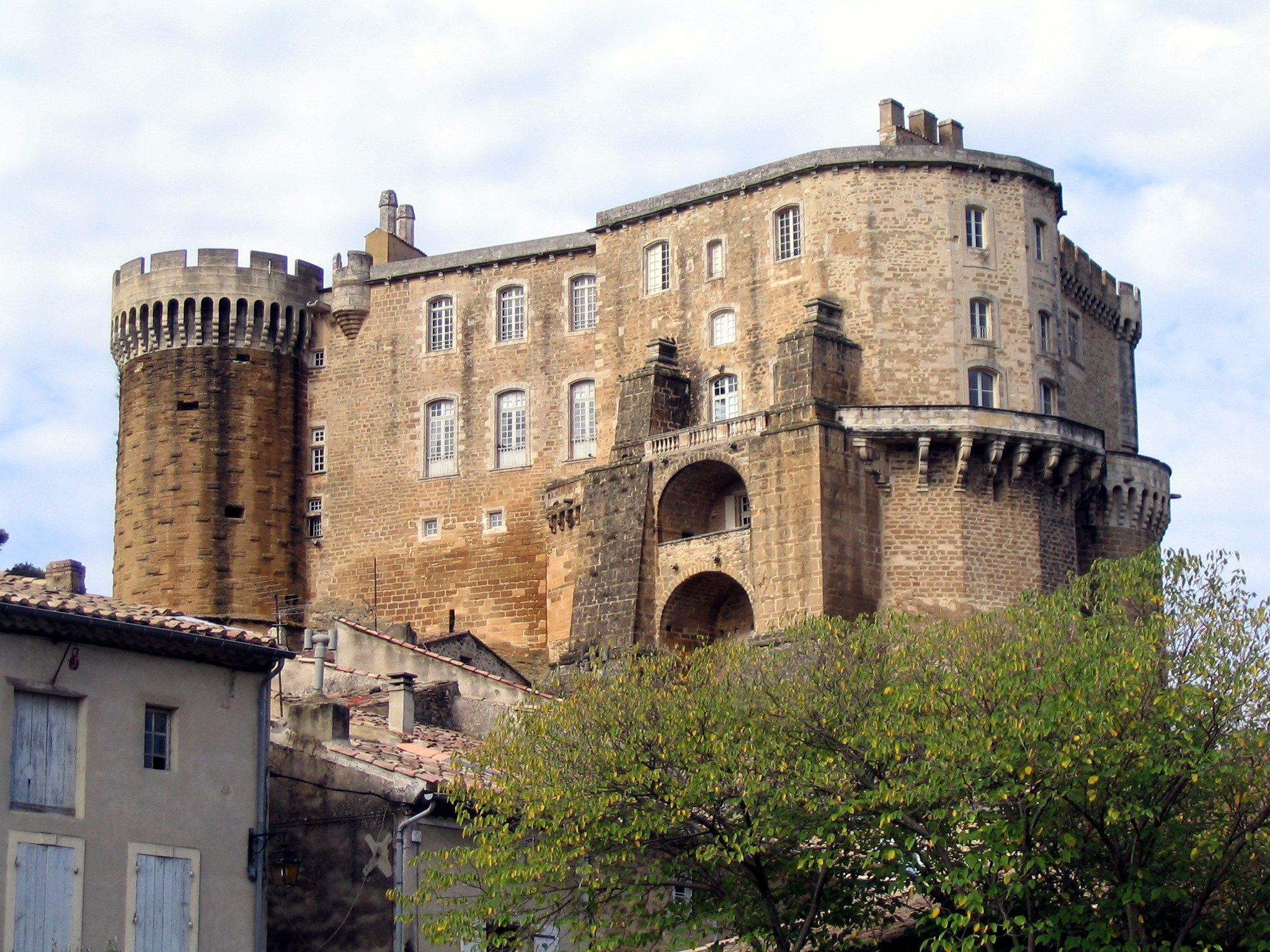
Zamek, 2005
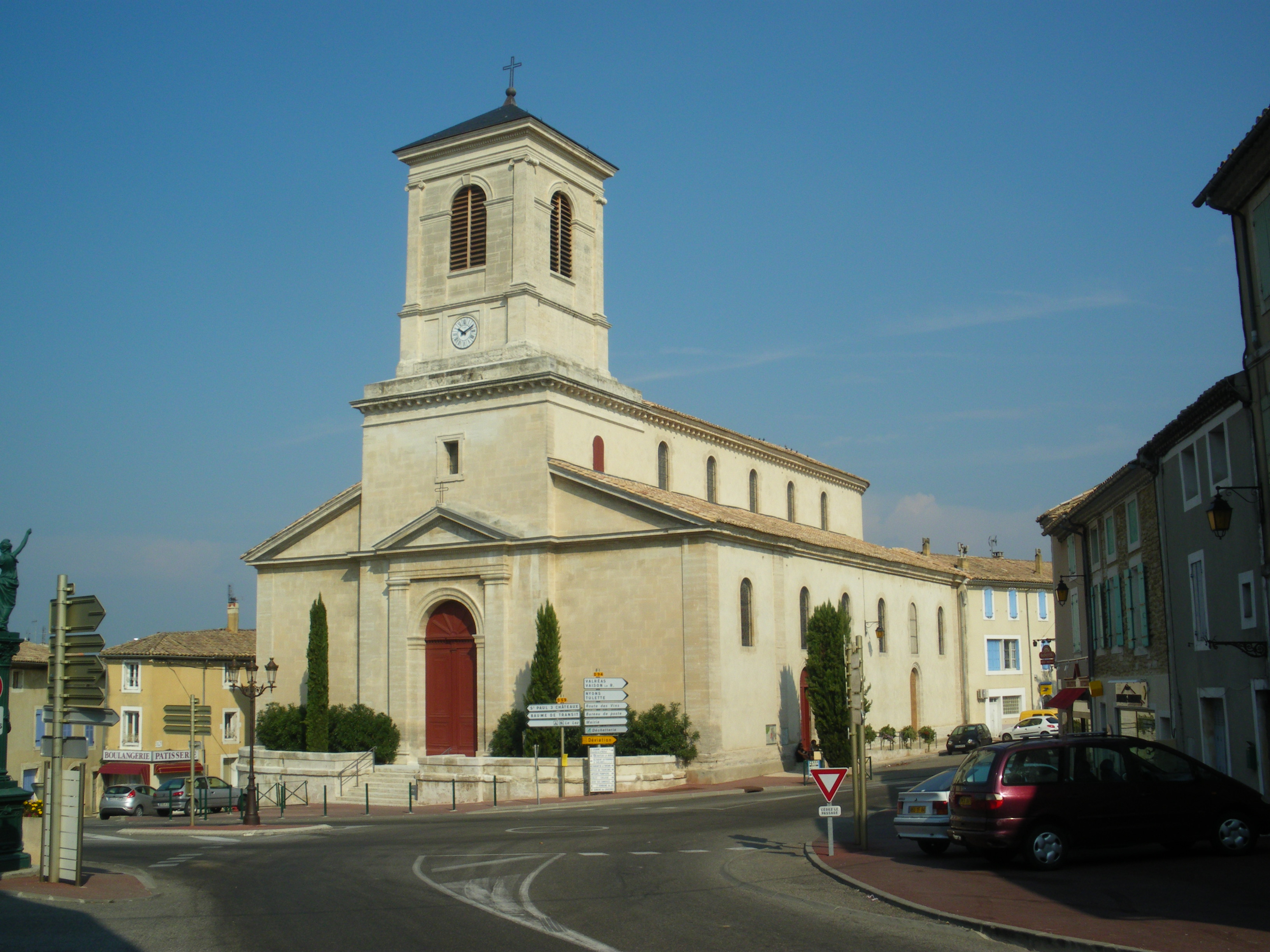
Kościół, 2009
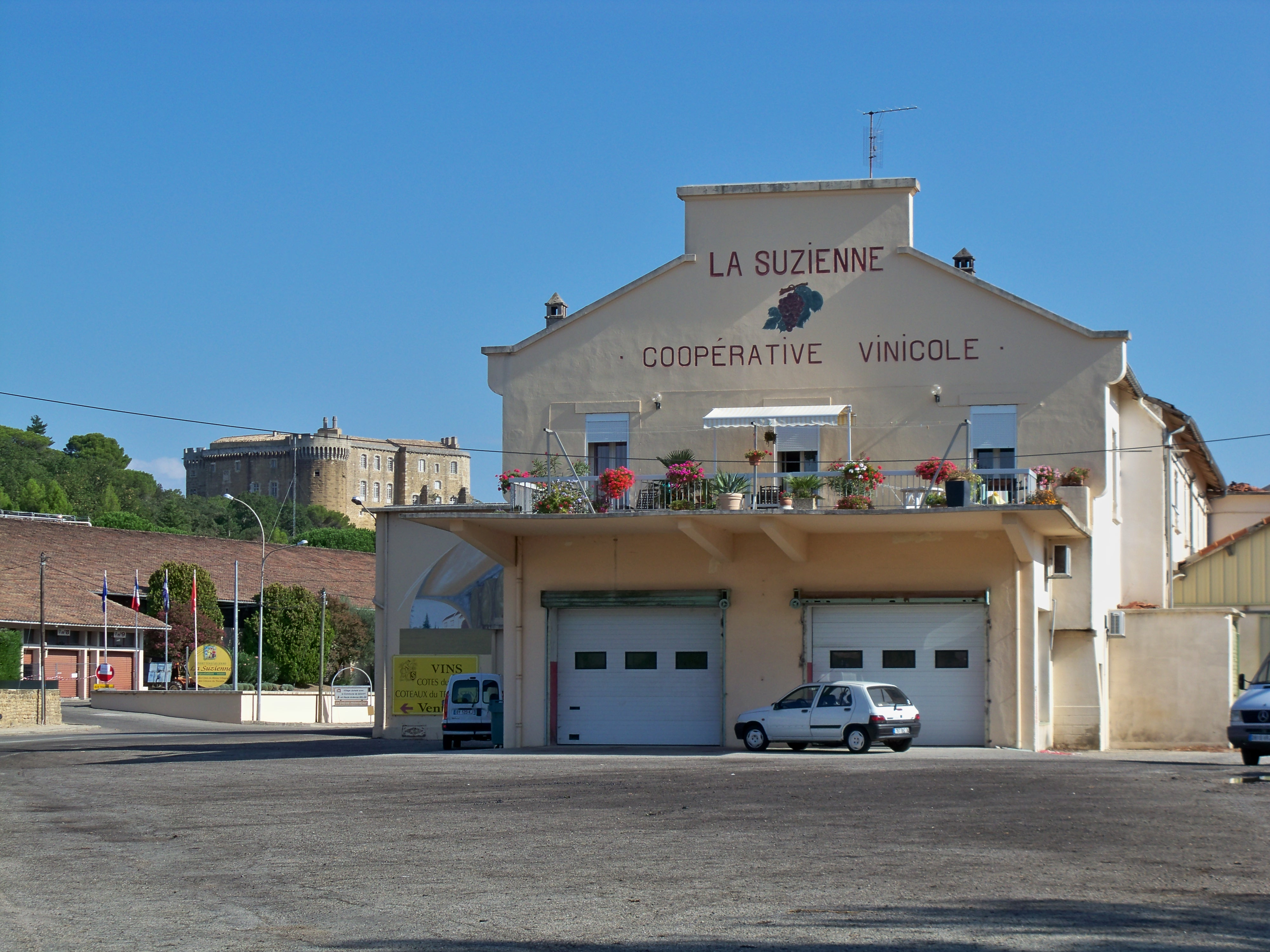
Spółdzielnia winiarska, 2012